# 36 Brygada Okrętów Rakietowych
36 Brygada Okrętów Rakietowych (36 BOR) – morski związek taktyczny Sił Zbrojnych Federacji Rosyjskiej w strukturach Floty Bałtyckiej.

## Struktura i okręty
| Okręty brygady w linii w 2008             |                          |                 |
| Nazwa                                     | Typ                      | Uwagi           |
| 1 Gwardyjski dywizjon okrętów rakietowych |                          |                 |
| R-2                                       | projekt 1241. IM, nr 870 | w linii od 1999 |
| R-47                                      | projekt 1241, nr 819     | w linii od 1987 |
| R-129                                     | projekt 1241.1, nr 852   | w linii od 1985 |
| R-187                                     | projekt 1241.1, nr 855   | w linii od 1989 |
| R-257                                     | projekt 11241.1, nr 833  | w linii od 1986 |
| R-291 Dymitrowgrad                        | projekt 11241.1, nr 825  | w linii od 1991 |
| R-293 Morszczańsk                         | projekt 11241.1, nr 874  | w linii od 1992 |
| 106 dywizjon okrętów rakietowych          |                          |                 |
| Gejzer                                    | projekt 1234.1, nr 555   | w linii od 1989 |
| Zub                                       | projekt 1234.1, nr 560   | w linii od 1989 |
| Liwień                                    | projekt 1234.1, nr 551   | w linii od 1991 |
| Pasat                                     | projekt 1234.1, nr 570   | w linii od 1990 |